# Pseudotephritis approximata
Pseudotephritis approximata är en tvåvingeart som beskrevs av Banks 1914. Pseudotephritis approximata ingår i släktet Pseudotephritis och familjen fläckflugor. Inga underarter finns listade i Catalogue of Life.